# Fools Rush In (Where Angels Fear to Tread)
Fools Rush In is een populair liedje uit 1940, gecomponeerd door Rube Bloom, met tekst van Johnny Mercer, dat een vaak gecoverde jazzstandard werd.
Enkele bekende artiesten scoorden er een hit mee ten tijde van de introductie van het lied: Glenn Miller met Ray Eberle en Tommy Dorsey met Frank Sinatra als zanger. Het werd ook opgenomen door de Amerikaanse zanger en orkestleider Billy Eckstine. In de zestiger jaren was het lied erg populair bij de pop- en rhythm and bluesartiesten, met opnames van onder meer Brook Benton (1961), Etta James (1962), en Ricky Nelson in 1963. De versie van de Amerikaanse zanger Ricky Nelson werd een enorme hit en bereikte #12 in de Billboard-hitlijsten. Het werd ook opgenomen door Doris Day en Andre Previn, in 1962, voor hun album Duet. Elvis Presley nam het in 1972 op voor zijn album Elvis Now.